# بایرلی ترک

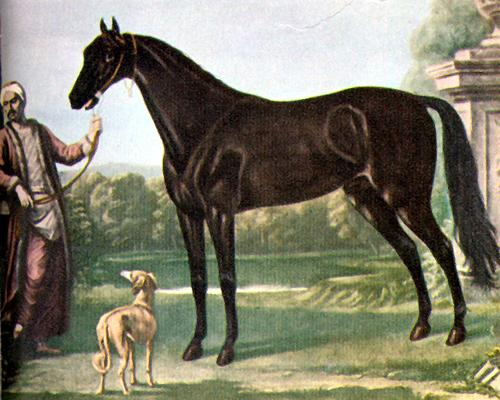
بایرلی تُرک، اثر جان وتون، نقاش انگلیسی

بایرلی تُرک (انگلیسی: Byerley Turk) (حدود ۱۶۸۰ - حدود ۱۷۰۶) همچنین بِیرلی تُرک نیز نامیده می‌شود، نخستین گونه اسب از سه نریان بود که بنیانگذار نژاد اسب‌های مسابقات اسب‌دوانی مدرن، یعنی اسب تروبرد بودند.

## زمینه
جزئیات بیوگرافی اسب نریان مورد گمانه‌زنی‌های زیادی است. در مقدمه کتاب General Stud آمده‌است: «بایرلی تُرک، اسب جنگیِ کاپیتان بایرلی در ایرلند، در جنگ‌های شاه ویلیام بود.» در مورد تاریخ قدیمی‌تر، مشهورترین نظریه این است که اسب در جنگ بودا (نبردی میان امپراتوری عثمانی و اتحاد مقدس در سال ۱۶۸۴) همراه با لیستر تُرک، که توسط دوک برویک به انگلستان آورده شد، اسیر شد. منابع دیگر حدس می‌زنند که وی یکی از سه نریان اسب تُرک باشد که در نبرد وین اسیر شده‌است. اگرچه ممکن است از قبل به انگلستان وارد شده و پرورش یافته باشد. این اسب قطعاً اسب جنگی کاپیتان رابرت بایرلی بود که در سال ۱۶۸۹ در جنگ شاه ویلیام به ایرلند اعزام شد و در نبرد بویین شاهد خدمت نظامی بیشتر بود.
بایرلی تُرک، یک اسب قهوه‌ای تیره یا سیاه از نژاد ناشناخته بود، اما در گزارش‌های تاریخی به عنوان یک اسب عرب توصیف شده‌است. در آن زمان، اسب‌های تُرکی از «اسب‌های عرب یا ایرانی» توصیف می‌شدند، اما اینگونه بیان شده که بدن آنها بلندتر و از ابعادی بزرگتر است. از این گونه به عنوان اسبی با ظرافت، شجاع و پرسرعت یاد می‌شود. همچنین مشخص شده که بسیاری از فرزندان آن، کَهَر یا مشکی بوده‌اند.

## نگارخانه

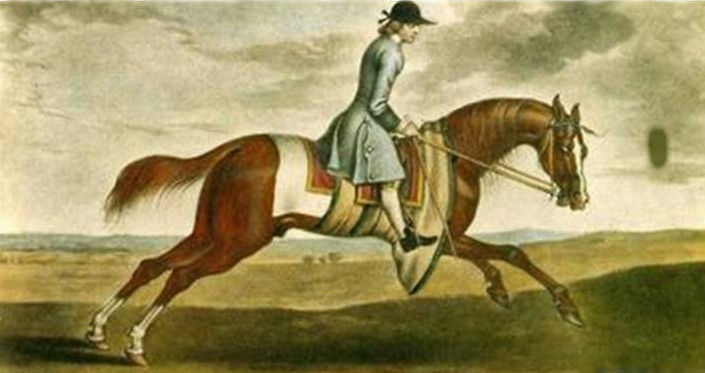
پارتنر
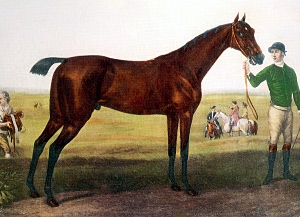
کینگ هیرود
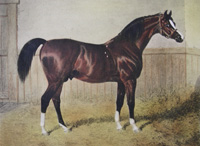
سلطان
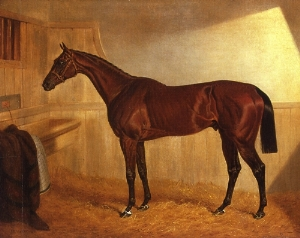
بَی میدلتون
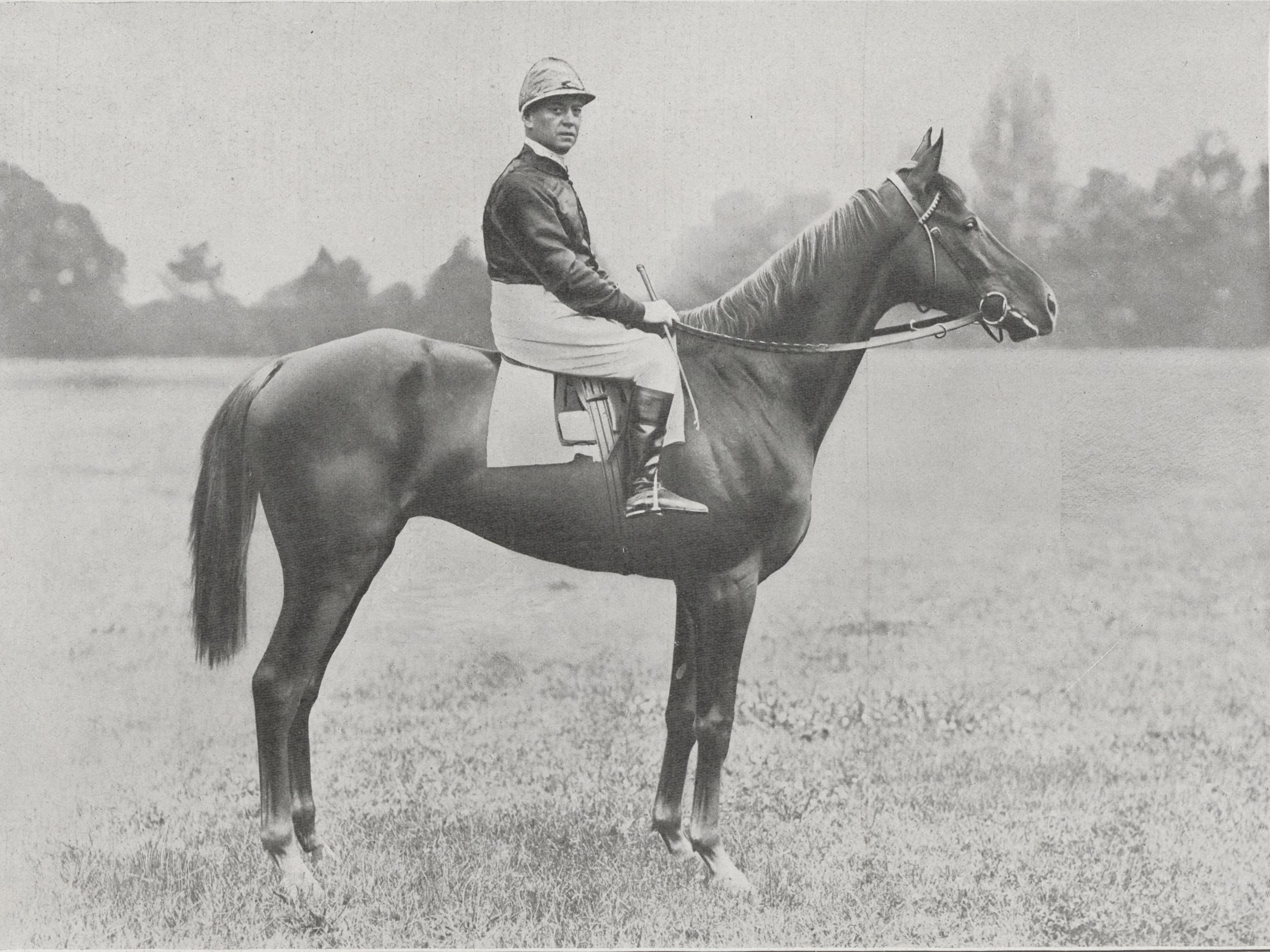
قیصر